# Prosekia silvatica
Prosekia silvatica là một loài chân đều trong họ Philosciidae. Loài này được Lemos de Castro & Aparecida-Souza miêu tả khoa học năm 1986.